# Varvara Barysjeva
Varvara Borisovna Barysjeva (Russisch: Варвара Борисовна Барышева) (Moskou, 24 maart 1977) is een voormalig Russisch langebaanschaatsster. Ze was een allroundster zonder specialisme of voorkeur voor een specifieke afstand. Bij wereldbekerwedstrijden reed ze dan ook vaak alle afstanden. Coach was haar vader B.P. Barysjev.
Barysjeva kwam driemaal uit bij de Olympische Winterspelen (1998, 2002 en 2006) en won hierbij één medaille. Op de Winterspelen van 2006 in Turijn won ze brons op de ploegenachtervolging.
Ze nam zes keer deel aan EK allround met als beste klassering een vijfde plaats op het EK van 2002. Ook in 1999 en 2000 (8e), 2001 (9e) en 2004 (10e) behoorde ze tot de top tien. Ze nam zeven keer deel aan het WK allround met als beste klassering een vijfde plaats op het WK van 2002. In 1999 (8e) en 2001 (6e) behaalde ze ook top-tienklasseringen.
Nationaal werd ze in 2001 allroundkampioene van Rusland, werd ze in 2004 tweede en eindigde op de kampioenschappen van 1997, 1999, 2000 en 2005 als derde.

## Persoonlijk records
| Afstand    | Tijd    | Datum            | Baan           |
| ---------- | ------- | ---------------- | -------------- |
| 500 meter  | 38,86   | 15 maart 2001    | Calgary        |
| 1000 meter | 1.15,70 | 17 maart 2001    | Calgary        |
| 1500 meter | 1.55,22 | 16 maart 2001    | Calgary        |
| 3000 meter | 4.05,73 | 9 maart 2002     | Salt Lake City |
| 5000 meter | 6.56,97 | 23 februari 2002 | Salt Lake City |

## Resultaten
|      | EK Allround | WK Allround | WK Sprint | WK Afstanden                  | Olympische Spelen                       | WK Junioren |
| ---- | ----------- | ----------- | --------- | ----------------------------- | --------------------------------------- | ----------- |
| 1996 |             |             |           |                               |                                         | dq          |
| 1997 |             | 12e         |           | 13e 1500m 14e 3000m           |                                         |             |
| 1998 |             | nc18        |           | 19e 500m 21e 1000m 11e 1500m  | 20e 1500m                               |             |
| 1999 | 8e          | 8e          |           | 06e 1500m 11e 300m            |                                         |             |
| 2000 | 8e          | nc15        |           | 15e 1500m 09e 3000m           |                                         |             |
| 2001 | 9e          | 6e          | 9e        | 16e 1000m 10e 1500m 08e 3000m |                                         |             |
| 2002 | 5e          | 5e          |           |                               | 20e 1000m 10e 1500m 14e 3000m 05e 5000m |             |
| 2003 |             |             |           |                               |                                         |             |
| 2004 | 10e         | nc16        |           |                               |                                         |             |
| 2005 | nf4         |             |           |                               |                                         |             |
| 2006 |             |             |           |                               | 11e 1000m · 20e 1500m · achtervolging   |             |